# John van Buskirk
John van Buskirk (* 13. April 1972 in Louisville, Kentucky) ist ein US-amerikanischer Fußballtrainer und ehemaliger -spieler.

## Karriere als Spieler
Der Stürmer spielte bis 1995 in seiner Heimatstadt für die Louisville Thoroughbreds und wechselte dann zum KFC Uerdingen 05 in die deutsche Bundesliga. In seiner ersten Saison kam er lediglich auf einen Einsatz und der KFC stieg ab. Bis 2000 absolvierte der Amerikaner 59 Zweitligaspiele, in seiner letzten Saison aufgrund einer Verletzung kein einziges. Anschließend schloss sich van Buskirk den Sportfreunden Siegen in der Regionalliga Süd an. Nachdem er 2004/2005 für eine Spielzeit die Schuhe in der 2. Bundesliga für den FC Rot-Weiß Erfurt schnürte, wechselte er im Sommer 2005 zum Regionalliga-Aufsteiger Kickers Emden. Nach einer Saison und 30 Spielen beendete der Amerikaner seine Karriere.

## Karriere als Trainer
Nachdem er seine aktive Karriere nach der Saison 2005/2006 beendet hatte, war van Buskirk seit Sommer 2006 Co-Trainer von Kickers Emden und stand Trainer Marc Fascher zur Seite. Er löste Michael Boris ab, der aus beruflichen Gründen kürzertreten musste und nur noch als Torwarttrainer arbeitete. Mit Ende der Regionalliga-Saison 2006/2007 trat er als Co-Trainer zurück und kehrte in die USA zurück, wo er eine Trainertätigkeit an einer Fußballschule aufnahm.

## Statistik als Spieler
- Bundesliga (1/0)
- 2. Bundesliga (78/9)
- Regionalliga (193/54)
- DFB-Pokal (8/0)